# Solipsism
Solipsismul este o atitudine conceptuală extremă care declară că numai propria individualitate există, iar restul sunt reflectări modale în personalitate, sunt construcții ale percepției sau intelectului. Potrivit Micului dicționar enciclopedic, solipsismul este o concepție filozofică idealist-subiectivă potrivit căreia singura realitate ar fi eul, conștiința individuală, tot restul lumii, inclusiv ceilalți indivizi, existând  numai în această conștiință.

## Etimologie
Cuvântul solipsism este de origine latină, fiind compus din solus („singur”) și ipse („sine”), însemnând sinele singur, sau sinele prin el însuși.
O variantă excesivă a solipsismului afirmă că nu există decât subiectul, percepția și mintea subiectului, iar întreaga realitate este o construcție a percepției și intelectivității subiectului, neexistând ceva în afara acestuia și independent de el. 
În această perspectivă justificantă, toate formele, toate procesele, toți indivizii, toate evenimentele cu care ne confruntăm, tot ce se întâmplă în jurul nostru, sunt numai impresii create de percepție-reprezentare și raportările conceptuale la acestea, realitatea neavând o existență independentă de sinele percepător-concepător.
Într-o variantă mai blândă solipsistul admite existența altor subiecți, independent de conștiința sa, fiecare având propria personalitate reflectantă de proprie realitate, dar realitatea continuă sa fie o construcție personală, o creație individuală.

## Susținere
Solipsismul este dificil de susținut din diferite motive: 
1-Dacă realitatea este o construcție senzorială și intelectivă, ar trebui să depindă de subiect în sensul că individul și-ar putea construi mental ce lume vrea, ce obiect, calitate, situație sau partener dorește la un moment dat, fapt evident imposibil, nefiind cunoscuți indivizi care își comandă mental ambientul sau persoana pe care o doresc.
Contrar premizei că lumea ar fi o creație a subiectului, prin toate experiențele personale omul constată sistematic că el depinde de realitate, depinde material prin mulțimea formelor și proprietăților care îi întrețin viața, depinde energetic, preluând din natură acele substanțe care prin diferite reacții chimice sau nucleare degajă energia atât de necesară supraviețuirii.
2-Dacă am fi creatorii a tot ce percepem sau concepem ca realitate externă, propria noastră structură corporală ar trebui sa fie o consecință a acțiunii simțurilor și minții, cu alte cuvinte simțurile furnizează informația din care mintea extrage impresia de corp al subiectului, dar impresia de corp trebuie să aibă simțuri, va avea și minte și iată cum ajungem la concluzia paradoxală că funcțiile senzoriale în corpul creat de ele, provin din funcțiile senzoriale și mentale, dar din niște simțuri și minte fără corp.
În această ipoteză a creației a orice prin sine, rezultă paradoxuri și iată cum:
Dacă simțurile creează informația purtătoare de corporalitate, este necesar ca ele să fie anterioare corpului creat de ele pentru a îl putea crea, dar dacă sunt anterioare corpului, ce nevoie mai au de corp pentru a face, simți și gândi tot ce doresc. 
Pe de altă parte dacă simțurile și intelectul creează corpul, simțurile și mintea, dar sunt și anterioare corpului și minții corporale, nu e clar în ce structură-suport necorporală sunt localizate acele simțuri fără bază substanțială, care creează un corp și simțuri corporale.
Același raționament paradoxal se poate face și cu privire la mintea umană. Dacă mintea este autoarea realității și personalității, înseamnă că mintea personalizantă „există” înainte de a exista mintea „personalizată” pe care o creează, în caz contrar cine ar mai realiza personalitatea corporală și mintea personalității. 
Dar o minte anterioară minții personalizate corporal este o absurditate, ducând la consecința că există două minți distincte, anume există o minte 'necorporală' creatoare de minte corporală, minte necesar anterioară celei corporale, pentru a o putea realiza, dar mai este și o minte corporală, o minte efect, produsă de mintea necorporală, mintea corporală fiind dependentă de cealaltă.
Împingând raționamentul mai departe fiecare din cei doi solipsiști rezultați din creația de sine a unui solipsisit, trebuie să fie și el duali, adică unul anterior sieși pentru a aduce în existență pe celalalt, și altul posterior, tratat ca efect al solipsistului spiritual, creator de solipsist corporal.
Așadar dacă solipsistul afirmă că el este o unică entitate autentică iar restul sunt creații personale, sunt numai impresii, din condiția generării totalității realității numai prin sine, rezultă că și solipsistul ca parte corporală și informațională a lumii sale este o creație de sine, apărând un șir nelimitat de solipsiști care transformă unitatea egală sieși a eului unic, în multiplicitate indefinită de 'euri', ca să ne exprimăm metafizic.
Dacă sunt un șir nesfârșit de solipsiști fiecare creat de cel anterior prin raționamentul de mai sus, cum de nu știu nici unul din ei de ceilalți, sau măcar de cel din care provine și de cel pe care îl produce?
Cum e cu putință ca un solipsist să fie capabil să perceapă și conceapă toata realitatea, dar să nu poată percepe-concepe ceva efectiv real, adică nesfârșita serie de solipsiști care se construiesc senzorial și mental unul pe altul?
Evident o asemenea perspectivă existențială atât de exclusivistă este greu dacă nu chiar imposibil de susținut.
Există diferite grade de solipsism: solipsism metafizic, solipsism epistemologic, solipsism metodologic.